# Tournoi d'ouverture du championnat du Belize de football 2013
Navigation
Saison précédente Saison suivante
Le Tournoi Apertura 2013 est le septième tournoi saisonnier disputé au Belize.
C'est cependant la 28e fois que le titre de champion du Belize est remis en jeu.
Lors de ce tournoi, le Police United a tenté de conserver son titre de champion du Belize face aux six meilleurs clubs beliziens.
Chacun des sept clubs participant était confronté deux fois aux autres équipes. Puis les quatre meilleurs se sont affrontés lors d'une phase finale à la fin de la saison.
Seulement une place pouvait être qualificative pour la Ligue des champions de la CONCACAF.

## Les 7 clubs participants
| \| FC Belize Defence Force San Ignacio United Belmopan Bandits Police United Verdes FC Paradise/Freedom Fighters \| Localisation des clubs engagés dans le championnat. |
| FC Belize Defence Force San Ignacio United Belmopan Bandits Police United Verdes FC Paradise/Freedom Fighters                                                           |

Ce tableau présente les sept équipes qualifiées pour disputer le championnat 2013-2014. On y trouve le nom des clubs, le nom des stades dans lesquels ils évoluent ainsi que la capacité et la localisation de ces derniers.
| Club                           | Stade                      | Capacité          | Ville                   |
| Defence Force                  | Stade Carl Ramos           | 3 500             | Dangriga                |
| FC Belize                      | Stade MCC Grounds          | 3 500             | Belize City             |
| Belmopan Bandits               | Stade Isidoro Beaton       | 2 500             | Belmopan                |
| Verdes FC                      | Stade Pedro Mena Guerra    | Capacité inconnue | Benque Viejo del Carmen |
| Paradise/Freedom Fighters (en) | Stade de Toledo Union (en) | Capacité inconnue | Punta Gorda             |
| Police United                  | Stade MCC Grounds          | 3 500             | Belize City             |
| San Ignacio United (en)        | Stade Norman Broaster      | 2 000             | San Ignacio             |

## Compétition
Le tournoi Apertura se déroule de la façon suivante, en deux phases :
- La phase régulière : les douze journées de championnat.
- La phase finale : les confrontations allant des demi-finales à la finale.

### Phase régulière
Lors de la phase régulière les sept équipes affrontent à deux reprises les six autres équipes selon un calendrier tiré aléatoirement.
Les quatre meilleures équipes sont qualifiées pour les demi-finales.
Le classement est établi sur le barème de points classique (victoire à 3 points, match nul à 1, défaite à 0).
Le départage final se fait selon les critères suivants :
- Le nombre de points.
- La différence de buts générale.
- Le nombre de buts marqué.

#### Classement
| Rang | Équipe                         | Pts | J  | G | N | P | Bp | Bc | Diff |
| ---- | ------------------------------ | --- | -- | - | - | - | -- | -- | ---- |
| 1    | Verdes FC                      | 20  | 12 | 5 | 5 | 2 | 17 | 10 | +7   |
| 2    | Defence Force                  | 17  | 12 | 4 | 5 | 3 | 17 | 13 | +4   |
| 3    | Belmopan Bandits               | 17  | 12 | 4 | 5 | 3 | 13 | 12 | +1   |
| 4    | FC Belize                      | 16  | 12 | 4 | 4 | 4 | 14 | 19 | -5   |
| 5    | Police United T                | 15  | 12 | 3 | 6 | 3 | 14 | 12 | +2   |
| 6    | Paradise/Freedom Fighters (en) | 15  | 12 | 3 | 6 | 3 | 14 | 12 | +2   |
| 7    | San Ignacio United (en)        | 9   | 12 | 2 | 3 | 7 | 14 | 25 | -11  |

| Légende : Qualifications et relégations | Légende : Qualifications et relégations |
| --------------------------------------- | --------------------------------------- |
|                                         | Qualifié pour les demi-finales          |
|                                         | T Tenant du titre                       |

#### Résultats
| Résultats (▼dom., ►ext.)                                   | Def | Belm | Bel | PFF | Pol | Ign | Ver |
| Defence Force                                              |     | 1-2  | 2-0 | 1-1 | 0-0 | 4-1 | 2-1 |
| Belmopan Bandits                                           | 0-0 |      | 2-3 | 1-1 | 1-0 | 4-1 | 2-1 |
| FC Belize                                                  | 2-1 | 0-0  |     | 1-1 | 0-2 | 1-0 | 1-1 |
| Paradise/Freedom Fighters (en)                             | 2-2 | 2-0  | 3-0 |     | 1-1 | 1-0 | 0-1 |
| Police United                                              | 1-3 | 1-1  | 1-1 | 2-0 |     | 3-1 | 1-1 |
| San Ignacio United (en)                                    | 1-1 | 2-0  | 2-4 | 2-2 | 2-1 |     | 2-2 |
| Verdes FC                                                  | 2-0 | 0-0  | 4-1 | 1-0 | 1-1 | 2-0 |     |
| - Victoire à domicile - Match nul - Victoire à l'extérieur |     |      |     |     |     |     |     |

### La phase finale
Les quatre équipes qualifiées sont réparties dans le tableau final d'après leur classement général, le deuxième affrontant le troisième et le premier affrontant le quatrième.
En cas d'égalité sur la somme des deux matchs, c'est l'équipe ayant marqué le plus de buts à extérieur qui l'emporte puis des prolongations et une séance de tirs au but ont éventuellement lieu.

#### Tableau
|  |                  |            |            |            |                  |     |   |        |        |        |        |        |
|  | 1/2 finale       | 1/2 finale | 1/2 finale | 1/2 finale | 1/2 finale       |     |   | Finale | Finale | Finale | Finale | Finale |
|  |                  |            |            |            |                  |     |   |        |        |        |        |        |
|  |                  |            |            |            |                  |     |   |        |        |        |        |        |
|  | Defence Force    | (2)        | 0          | 1          |                  |     |   |        |        |        |        |        |
|  | Defence Force    | (2)        | 0          | 1          |                  |     |   |        |        |        |        |        |
|  | Belmopan Bandits | (3)        | 3          | 1          |                  |     |   |        |        |        |        |        |
|  | Belmopan Bandits | (3)        | 3          | 1          | Belmopan Bandits | (3) | 1 | 5      |        |        |        |        |
|  |                  |            |            |            |                  | (3) | 1 | 5      |        |        |        |        |
|  |                  |            | FC Belize  | (4)        | 1                | 1   |   |        |        |        |        |        |
|  | Verdes FC        | (1)        | FC Belize  | (4)        | 1                | 1   | 0 | 1      | 0      |        |        |        |
|  | Verdes FC        | (1)        |            |            |                  |     | 0 | 1      | 0      |        |        |        |
|  | FC Belize        | (4)        | 0          | 1          | 1                |     |   |        |        |        |        |        |
|  | FC Belize        | (4)        | 0          | 1          | 1                |     |   |        |        |        |        |        |

#### Demi-finales
| Club          | Aller | Retour | Club             | Commentaire         |
| Verdes FC     | 0-0   | 1-2    | FC Belize        | Après prolongations |
| Defence Force | 0-3   | 1-1    | Belmopan Bandits |                     |

#### Finale
| Match aller    | FC Belize       | 1-1   | Belmopan Bandits | Stade MCC Grounds |  |
| 2 février 2014 | 62e Mark Leslie | (0-1) | 5e Deon McCaulay |                   |  |

| Match retour   | Belmopan Bandits | 5-1 | FC Belize      | FFB Stadium (en) |  |
| 8 février 2014 | Buteurs inconnus |     | Buteur inconnu |                  |  |

## Bilan du tournoi
| Tournoi d'ouverture du championnat de football du Belize 2013 |                             |
| Champion                                                      | Belmopan Bandits (2e titre) |
| Dauphin                                                       | FC Belize                   |
| Qualifications continentales                                  |                             |
| Ligue des champions 2014-2015 (Phase de groupes)              | Belmopan Bandits            |

## Statistiques

### Buteurs
| Rang | Nom           | Équipe                         | Buts |
| 1    | Deon McCaulay | Belmopan Bandits               | 9    |
| 2    | Clifton West  | Police United                  | 8    |
| 2    | Jarret Davis  | FC Belize                      | 8    |
| 4    | Franz Vernon  | Paradise/Freedom Fighters (en) | 6    |
| 5    | 4 joueurs     | 4 joueurs                      | 4    |